# Rudolf Große (Fußballspieler)
Rudolf Große (* 25. August 1907; † unbekannt) war ein deutscher Fußballspieler.

## Karriere
Große gehörte dem VfB Leipzig an, für den er zunächst von 1929 bis 1933 in den vom Verband Mitteldeutscher Ballspiel-Vereine ausgetragenen Meisterschaften im Gau Nordwestsachsen, Punktspiele bestritt. Die Saison 1929/30 schloss er mit seiner Mannschaft als Meister ab und war damit für die im K.-o.-System ausgetragene Meisterschaftsendrunde qualifiziert.
Da seine Mannschaft einem spielstarken Gau angehörte, erhielt sie für die 1. Runde ein Freilos. Über die 2. Runde und das Viertelfinale, beim 1:0-Sieg bei der SpVgg Meerane 07 und beim 3:1-Sieg über den SC Apolda, gelangte er mit seiner Mannschaft schließlich ins Halbfinale. Nachdem am 6. April 1930 auch beim SV Sturm Chemnitz, wenn auch erst in der Verlängerung mit 4:3, gewonnen wurde, gelangte seine Mannschaft ins Finale; dieses wurde am 4. Mai 1930 gegen den Dresdner SC jedoch mit 1:2 verloren.
Von 1933 bis 1944 kam er in der Gauliga Sachsen, in einer von zunächst 16, später auf 23 aufgestockten Gauligen zur Zeit des Nationalsozialismus als einheitlich höchste Spielklasse im Deutschen Reich, zum Einsatz. Die letzte Saison vor dem Ende des Zweiten Weltkriegs bestritt er in der Staffel 1 der Gruppe Leipzig, als eine von vier Gruppen, der nunmehr aufgeteilten Gauliga Sachsen. Bestes Ergebnis war der zweite Platz am Saisonende 1938/39 mit einem Punkt hinter dem Dresdner SC. Als Mitteldeutscher Pokalsieger nahm er auch an der Endrunde um die Deutsche Meisterschaft 1929/30 teil. Sein einziges Endrundenspiel bestritt er am 18. Mai 1930 in Hamburg bei der 3:4-Achtelfinal-Niederlage bei Holstein Kiel.
Nachdem der VfB Leipzig 1945, wie alle bürgerlichen Vereine, durch die sowjetische Besatzungsmacht aufgelöst und enteignet worden war, gründeten unter anderem ehemalige VfB-Spieler auf ihrem alten Sportgelände die „SG Probstheida“, der Große im Spieljahr 1946 noch angehörte. 
Während seiner Vereinszugehörigkeit nahm er mit der Mannschaft am Wettbewerb um den Tschammerpokal, den seit 1935 eingeführten Pokalwettbewerb für Vereinsmannschaften, teil. 1936 trug er mit zwei Toren in drei Spielen dazu bei, dass seine Mannschaft bis ins Finale vorstieß. Sein Debüt gab er am 23. August 1936 im Wiederholungsspiel der 2. Runde beim 3:0-Sieg über Vorwärts-Rasensport Gleiwitz; die erste Begegnung am 28. Juni 1936 in Gleiwitz hatte nach dem 2:2-Unentschieden nach Verlängerung keinen Sieger hervorgebracht. In seinem zweiten Einsatz am 22. November 1936, beim 5:1-Halbfinal-Sieg über Wormatia Worms, erzielte er mit dem Treffer zum 2:1 in der 31. und zum 3:1 in der 36. Minute seine einzigen beiden Tore in diesem Wettbewerb und trug somit maßgeblich zum Einzug ins Finale bei. 
Das erst am 3. Januar 1937 im Berliner Olympiastadion ausgetragene Finale, fand gegen den Vorjahresfinalisten FC Schalke 04, mit Fritz Szepan und Ernst Kuzorra in ihren Reihen, statt – und endete mit 2:1 für den VfB Leipzig, wobei seine Mitspieler Jakob May und Herbert Gabriel mit den Toren zum 1:0 in der 20. und zum 2:0 in der 31. Minute ihre Mannschaft in Führung brachten; der Anschlusstreffer des Schalkers Ernst Kalwitzki in der 42. Minute blieb der einzige in den verbleibenden 48 Minuten.

## Erfolge
- Tschammerpokal-Sieger 1936
- Finalist Mitteldeutsche Meisterschaft 1930
- Meister Gau Nordwestsachsen 1930